# Hodiș (okręg Bihor)
Hodiș – wieś w Rumunii, w okręgu Bihor, w gminie Holod. W 2011 roku liczyła 174 mieszkańców.